# Ратников, Владимир Петрович
Владимир Петрович Ратников (1930—2001) — советский и российский инженер-физик, специалист в области прикладной газодинамики и разработки ядерных зарядов, доктор технических наук (1976), профессор (1987); заслуженный деятель науки Российской Федерации (2002). Лауреат Ленинской премии (1984) и Государственной премии СССР (1969).

## Биография
Родился 29 марта 1930 года в селе Хилково Торбеевского района Мордовской АО в крестьянской семье.
С 1953 года после окончания Московского механического института (с 2009 года — Национальный исследовательский ядерный университет «МИФИ»), работал в системе атомной промышленности СССР —направлен в закрытый город Арзамас-16 и работал — инженером, научным сотрудником и заместителем начальника отдела во Всероссийском научно-исследовательском институте экспериментальной физики.
С 1955 года направлен в закрытый город Челябинск-70 во ВНИИТФ. С 1955 по 1958 годы — старший инженер, с 1958 года — научный сотрудник, с 1960 года — руководитель группы, с 1963 года — старший научный сотрудник и заместитель начальника отдела, с 1964 года — начальник отдела, с 1965 по 1989 год — заместитель начальника Газодинамического отделения по научно-исследовательской работе, с 1989 года — главный научный сотрудник  Всероссийского научно-исследовательского института технической физики, занимался вопросами изучения быстропротекающих процессов в сложных технических системах, поведения материалов при высоких давлениях и температурах, разработкой и усовершенствованием методов экспериментальных исследований с ядерными зарядами.
В 1976 году защитил докторскую диссертацию на соискание учёной степени — доктора технических наук. В 1969 году был удостоен Государственной премии СССР, в 1984 году — Ленинской премии.
Умер 21 сентября 2001 года, похоронен в городе Снежинске.

## Награды
Источники:

### Ордена
- Орден Трудового Красного Знамени (1978)

### Премии
- Ленинская премия (1984)
- Государственная премия СССР (1969)

### Звания
- Заслуженный деятель науки РФ (2002 — посмертно[2])